# Theophil Roniger

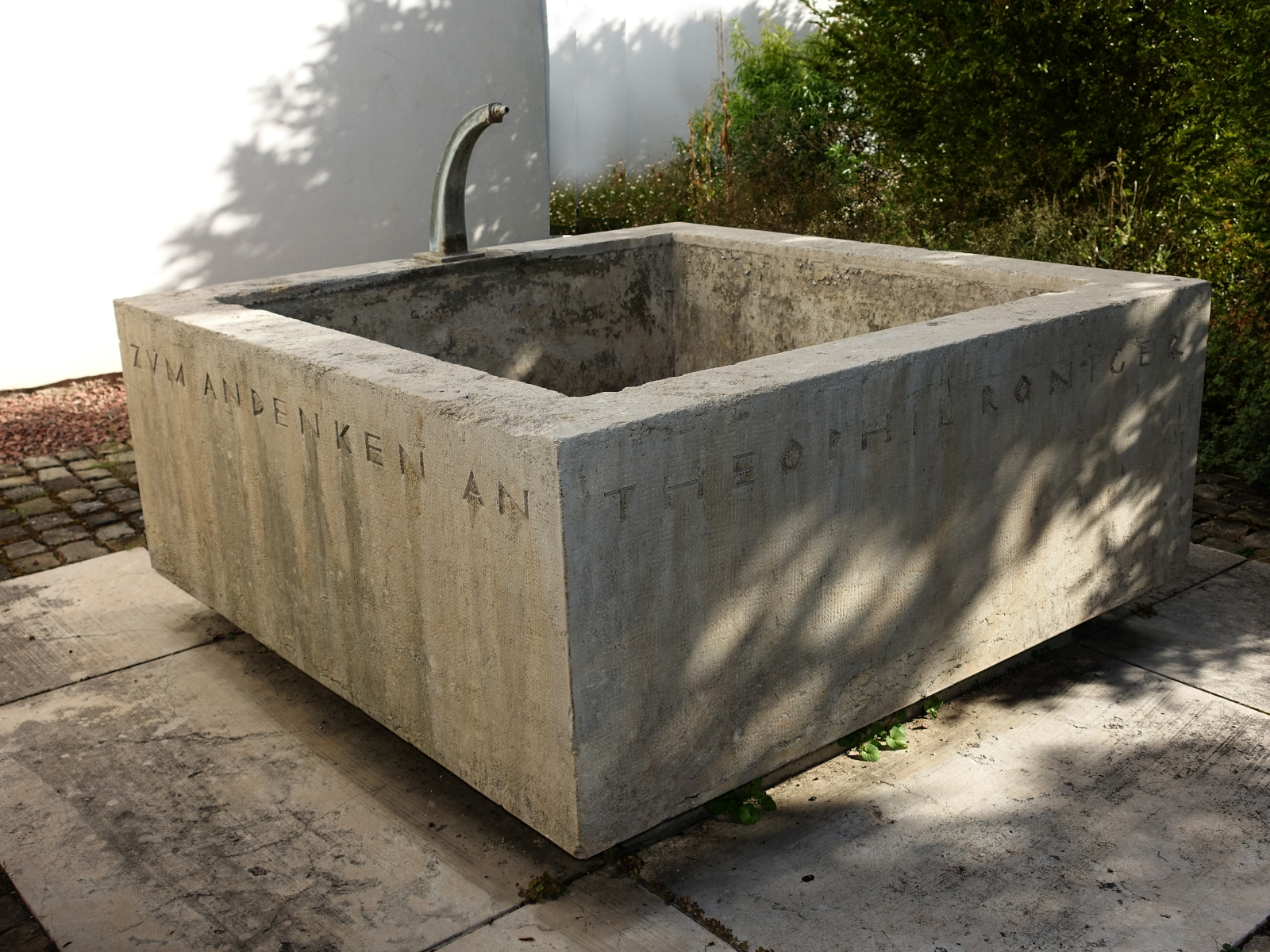
Gedenkbrunnen, Magden

Theophil Roniger (* 2. Dezember 1844 in Magden; † 16. Mai 1913 in Rheinfelden) war ein Schweizer Brauer, Unternehmer und Politiker. 1876 war er Mitgründer und treibende Kraft der Brauerei Wüthrich & Roniger in Rheinfelden. Aus dieser entwickelte sich die Feldschlösschen Getränke AG, die führende Brauerei und der grösste Getränkehändler der Schweiz.

## Biografie
Roniger wuchs in Magden im unteren Fricktal in bescheidenen kleinbäuerlichen Verhältnissen auf. Sein Vater Josef amtierte als Gemeindeammann. 1865 gliederte er seinem kleinen Bauernhof eine Gastwirtschaft an; daraus entwickelte sich der heute noch bestehende Landgasthof «zur Sonne». Woher Theophil Roniger seine späteren technischen und kaufmännischen Fähigkeiten hatte, ist nicht genau bekannt, zumal er keine höhere Schulbildung erhielt. 1867 begann er eine zweijährige Lehre als Brauer in Säckingen. Roniger begab sich 1869 auf dreijährige Wanderschaft. Diese führte ihn nach München, Ulm und schliesslich nach Grafenrheinfeld. Zurück in Magden, braute er Bier für die Gäste seines Vaters.
Als 1875 die Bözbergbahn eröffnet wurde, entwickelte Roniger zusammen mit seinem Freund Matthias Wüthrich die Idee, Bier mit modernster Technologie industriell herzustellen und den Schweizer Markt zu erobern. Matthias’ Vater Johann, ein reicher Landwirt aus dem benachbarten Olsberg, erklärte sich bereit, die beiden finanziell zu unterstützen und erwarb die Anlagen und das Gelände einer stillgelegten Anilin-Fabrik in Rheinfelden. Dort wurde 1876 die «Kollektivgesellschaft Wüthrich & Roniger Brauerei zum Feldschlösschen» gegründet. Ebenfalls eine wichtige Rolle spielte Matthias Wüthrichs Ehefrau Marie, die in den ersten Jahren die gesamte Buchhaltung bewältigte.
1879 heiratete Roniger Alice Blatt, die einzige Tochter des Bienenzüchters Johann Blatt-Bright aus Rütschelen. Nach einem harzigen Beginn (1877 betrug der Bierausstoss erst 4000 Hektoliter) setzte ein rasantes Wachstum ein. Roniger bestand auf Zutaten von höchster Qualität und das Feldschlösschen-Bier erwarb bald einen hervorragenden Ruf. Er verfolgte eine expansive Strategie durch die Übernahme anderer Brauereien und die konsequente Nutzung der Eisenbahn als Transportmittel. Ab 1882 entstand auf dem Firmengelände ein Gebäudekomplex im Burgenstil, der heute unter Denkmalschutz steht. 1890 wurde die bisherige Kollektivgesellschaft in eine Aktiengesellschaft umgewandelt. Roniger gehörte mehrere Jahre lang dem Rheinfelder Stadtrat an, von 1893 bis 1897 sass er im Grossen Rat des Kantons Aargau (als Mitglied der FDP-Fraktion).
1913, im Jahr seines Todes, übernahm sein älterer Sohn Adolph Roniger die Geschäftsleitung, er baute Feldschlösschen zur führenden Brauerei der Schweiz aus. Sein jüngerer Sohn war der Schriftsteller und Verleger Emil Roniger.